# Ruardean
Ruardean é uma paróquia e aldeia de Forest of Dean, no condado de Gloucestershire, na Inglaterra. De acordo com o Censo de 2011, tinha 1399 habitantes. Tem uma área de 5,94 km².